# Natalia Kills

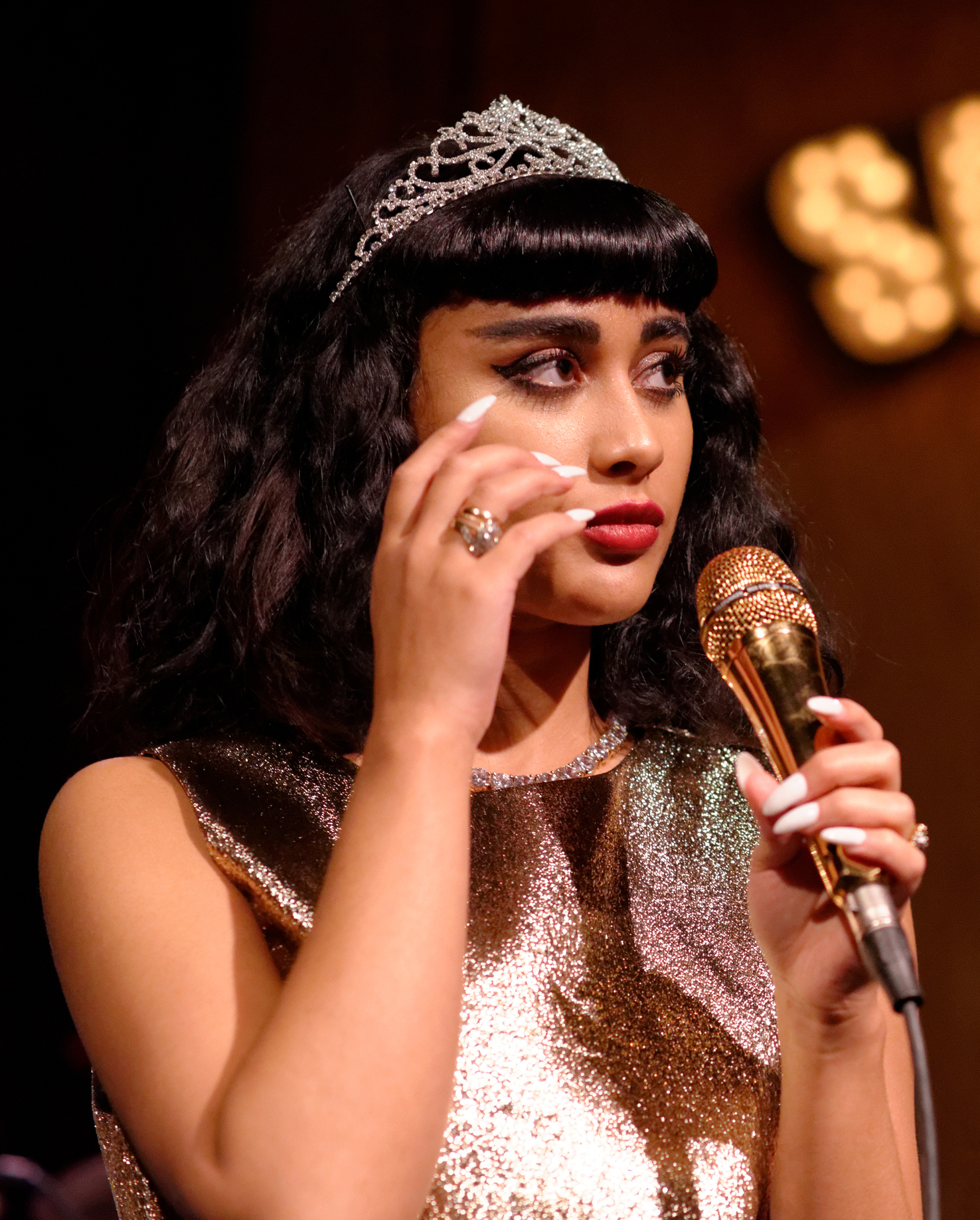
Natalia Kills in der Bootleg Bar (2014)

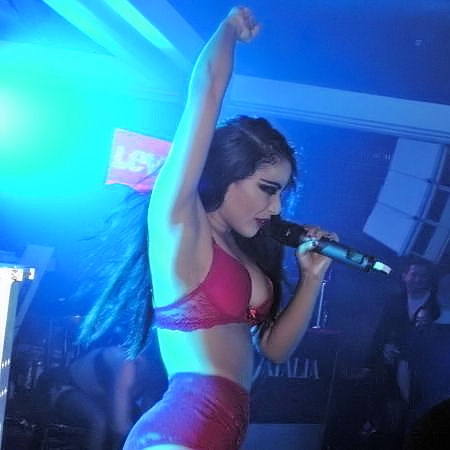
Natalia Kills (2010)

Natalia Kills (* 15. August 1986 in Bradford, England; bürgerlich Teddy Natalia Noemi Sinclair), auch bekannt als Natalia Cappuccini, Verbz, Verse und Verbalicious, ist eine britische Schauspielerin und Singer-Songwriterin.
Cappuccini ist der Nachname ihrer Großmutter, den sie wieder annahm. Ihr Vater ist Jamaikaner, ihre Mutter stammt aus Uruguay. Natalia Cappuccini wuchs in Großbritannien, Barcelona und Florida, wo ihre Familie lebt, auf.

## Leben
Seit 2002 spielte Natalia Cappuccini als Darstellerin in englischen Fernsehserien, unter anderem als Laura Mangan in einigen Folgen von Coronation Street und als Sima in den drei Staffeln der Sitcom All About Me. Sie ist ebenfalls seit 2003 in der BBC Radio 4-Hörspielserie The Archers als Vikarstochter Amy Franks zu hören.
Im März 2005 veröffentlichte sie ihre Debüt-Single Don’t Play Nice, die Platz 11 der UK Single Charts erreichte und auch zum Soundtrack des Films Zum Glück geküsst (USA, 2006) gehört.
Im Frühjahr 2008 veröffentlichte sie auf ihrer MySpace-Seite zwei Lieder, Shopaholic und Swaggeriffic. Ende 2008 veröffentlichte sie das Lied Real Woman, das von der unwirklichen und sexistischen Darstellung von Frauen als Puppen (Womannequin - Woman/Frau, Mannequin) handelt.
Seit Ende 2008 hat sie einen Plattenvertrag bei der will.i.am Music Group und Interscope Records.
Am 25. Februar 2011 erreichte sie mit der Single Mirrors erstmals die Top 10 der deutschen Charts.
Mit ihrer dritten Single Free konnte sie sich in den Top 20 der deutschen Single-Charts, in den Top 10 der deutschen iTunes-Charts, sowie in den Austria-Charts in den Top 5 platzieren.
Trouble ist das zweite Studioalbum und ist am 3. September 2013 erscheinen. Problem ist die erste Single, sie erschien am 12. März 2013. Die zweite Single ist Saturday Night und erschien am 2. Juli.
2015 war Natalia Kills neben ihrem Ehemann Willy Moon Jurorin in der neuseeländischen Version der Castingshow The X Factor. 
Nachdem ihr Mann und sie gemeinsam den Kandidaten Joe Irvine beleidigten,
wurden sie vom Sender wegen Mobbings gekündigt.
Im Jahr 2016 gründete sie die Band Cruel Youth, mit welcher sie die EP +30mg rausbrachte.

## Diskografie
Studioalben

| Jahr | Titel         | Höchstplatzierung, Gesamtwochen, AuszeichnungChartplatzierungen (Jahr, Titel, Platzierungen, Wochen, Auszeichnungen, Anmerkungen) | Höchstplatzierung, Gesamtwochen, AuszeichnungChartplatzierungen (Jahr, Titel, Platzierungen, Wochen, Auszeichnungen, Anmerkungen) | Höchstplatzierung, Gesamtwochen, AuszeichnungChartplatzierungen (Jahr, Titel, Platzierungen, Wochen, Auszeichnungen, Anmerkungen) | Höchstplatzierung, Gesamtwochen, AuszeichnungChartplatzierungen (Jahr, Titel, Platzierungen, Wochen, Auszeichnungen, Anmerkungen) | Höchstplatzierung, Gesamtwochen, AuszeichnungChartplatzierungen (Jahr, Titel, Platzierungen, Wochen, Auszeichnungen, Anmerkungen) | Anmerkungen                             |
| Jahr | Titel         | DE | AT | CH | UK | US | Anmerkungen                             |
| ---- | ------------- | --- | --- | --- | --- | --- | --------------------------------------- |
| 2011 | Perfectionist | DE50 (3 Wo.)DE | AT35 (8 Wo.)AT | CH94 (1 Wo.)CH | — | US134 (1 Wo.)US | Erstveröffentlichung: 1. April 2011     |
| 2013 | Trouble       | — | — | — | — | US70 (1 Wo.)US | Erstveröffentlichung: 3. September 2013 |